# Platanístides
Els platanístides (Platanistida) són un infraordre de cetacis del grup dels odontocets. La gran majoria d'espècies d'aquest clade estan extintes i avui en dia només en queden una o dues, segons si es considera que el dofí de riu xinès està extint o en perill crític. La UICN és partidària d'aquesta última opció. L'altra espècie d'aquest grup és el dofí del Ganges, també considerat amenaçat per la UICN. Tanmateix, els platanístides tenen una rica història en el registre fòssil que es remunta fins a l'Oligocè.